# Roches (Centro-Valle della Loira)
Roches è un comune francese di 75 abitanti situato nel dipartimento del Loir-et-Cher nella regione del Centro-Valle della Loira.

## Società

### Evoluzione demografica
Abitanti censiti